# Берне (Техас)
Берне (англ. Boerne) — город в центральной части штата штата Техас (США), расположенный примерно в 40 км северо-западнее Сан-Антонио. Берне является окружным центром округа Кендалл. Согласно Бюро переписи населения США, по переписи 2010 года население Берне составляло 10 471 человек. 

## История
В 1849 году группа немецких колонистов из Беттины поселилась на северной стороне реки Сиболо-Крик — это место, которому колонисты дали имя Тускулум (Tusculum), находилось примерно в полутора километрах к западу от нынешнего местоположения города. Через три года, в 1852 году, Густав Тайсен (Gustav Theissen) и Джон Джеймс (John James) основали поселение, которое они назвали Берне (Бёрне), в честь немецкого писателя-публициста Людвига Бёрне (1786—1837). В 1856 году в Берне появился почтовый офис. К 1859 году в поселении было 10 домов.

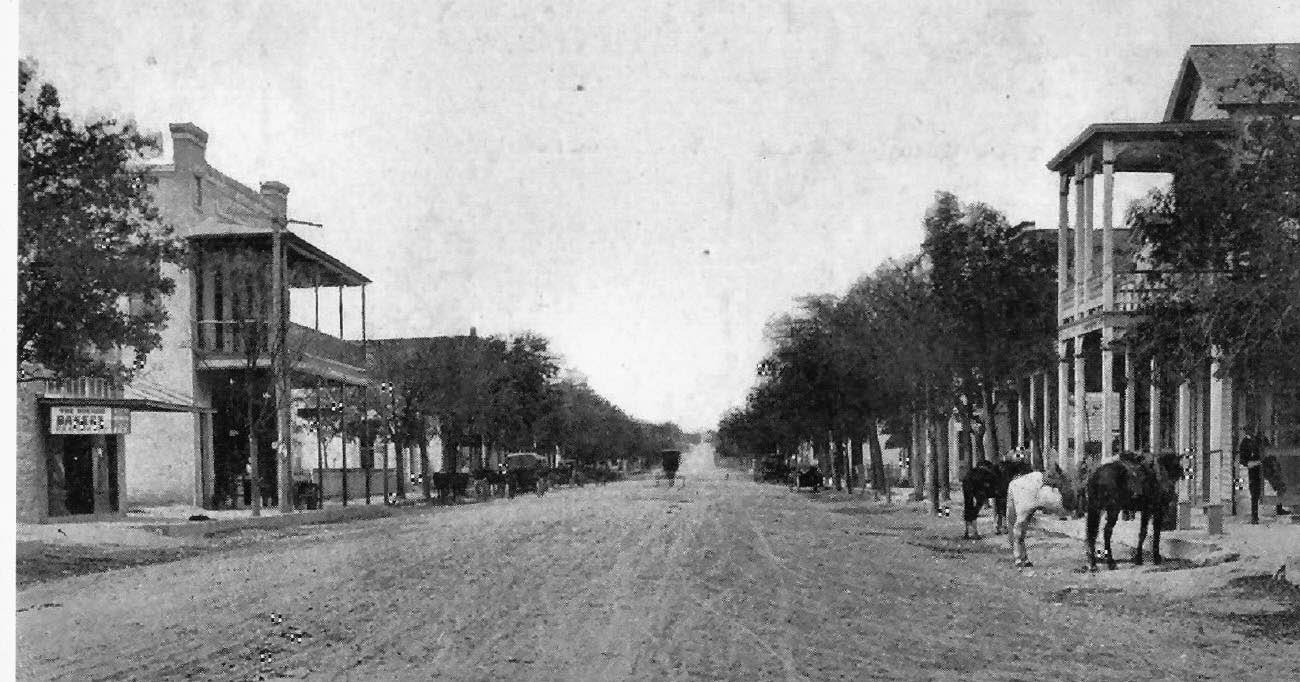
Main Street в Берне (1890-е годы)

Расположение Берне в округе Кендалл, а также округа Кендалл в штате Техас

В 1862 году был образован округ Кендалл, и Берне был выбран в качестве административного центра нового округа. Первое здание суда округа Кендалл было построено в 1870 году, и оно прослужило до 1990-х годов. К 1884 году в Берне проживало около 250 жителей, в нём было пять гостиниц. Основу местной экономики составляли туризм и хлопководство. Кроме этого, росту населения способствовала постройка железной дороги San Antonio and Aransas Pass Railway, которая была введена в строй к 1887 году. В 1890 году население Берне составляло уже около 900 человек.
В 1909 году Берне получил статус города. В 1914 году в Берне проживало около 950 человек, а к 1928 году население города выросло до двух тысяч. В результате великой депрессии доходы от туризма и хлопководства резко уменьшились, и население города сократилось почти в два раза — по данным переписи 1930 года в городе проживало 1117 человек. Повторный рост населения пришёлся на 1950-е годы, когда многие работавшие в Сан-Антонио стали использовать Берне как «спальный район». К 1960 году население Берне достигло 2169 человек. Численность населения продолжала расти и в последующие десятилетия, превысив десять тысяч к 2010 году.

## Население
Согласно переписи населения 2010 года, в Берне проживали 10 471 человек, включая 4085 домашних хозяйств.
Расовый состав:
- 90,3 % белых
- 0,6 % чёрных и афроамериканцев
- 0,4 % коренных американцев
- 0,8 % азиатов
- 6,1 % других рас
- 1,7 % принадлежащих к двум или более расам

Доля латиноамериканцев и испаноязычных жителей любых рас составила 22,7 %.
Возрастное распределение: 25,6 % младше 18 лет (из них 6,9 % младше 5 лет), 57,4 % от 18 до 64 лет, и 17,0 % возраста 65 лет и старше. Средний возраст — 38,4 лет. На каждые 100 женщин было 89,8 мужчин (то есть 52,7 % женщин и 47,3 % мужчин).

## География
Берне расположен в Техасском холмогорье, в южной части округа Кендалл, примерно в 40 км северо-западнее Сан-Антонио. Через город протекает Сиболо-Крик — приток реки Сан-Антонио.

## Климат
Согласно классификации климатов Кёппена, климат Берне относится к типу Cfa — влажный субтропический климат.
| Показатель                    | Янв. | Фев.  | Март | Апр. | Май  | Июнь | Июль | Авг. | Сен. | Окт. | Нояб. | Дек.  | Год  |
| ----------------------------- | ---- | ----- | ---- | ---- | ---- | ---- | ---- | ---- | ---- | ---- | ----- | ----- | ---- |
| Абсолютный максимум, °C       | 32,2 | 36,7  | 37,2 | 37,8 | 40,0 | 40,6 | 42,8 | 44,4 | 42,8 | 36,7 | 35,0  | 33,3  | 44,4 |
| Средний суточный максимум, °C | 16,1 | 18,1  | 21,9 | 25,6 | 28,6 | 32,1 | 33,8 | 34,3 | 31,3 | 26,7 | 20,9  | 16,9  | 25,6 |
| Средняя температура, °C       | 9,3  | 11,1  | 14,8 | 18,7 | 22,4 | 25,8 | 27,2 | 27,2 | 24,5 | 19,6 | 14,1  | 10,1  | 18,7 |
| Средний суточный минимум, °C  | 2,5  | 4,1   | 7,7  | 11,8 | 16,2 | 19,6 | 20,6 | 20,2 | 17,8 | 12,6 | 7,1   | 3,2   | 25,6 |
| Абсолютный минимум, °C        | −20  | −18,3 | −10  | −3,9 | 1,1  | 6,7  | 12,2 | 10,6 | 1,7  | −6,1 | −10   | −17,8 | −20  |
| Норма осадков, мм             | 47   | 56    | 55   | 80   | 107  | 83   | 69   | 65   | 99   | 88   | 63    | 55    | 867  |
| Источник: www.weatherbase.com |      |       |      |      |      |      |      |      |      |      |       |       |      |

## Образование
Большинство школ города принадлежит Бернескому независимому школьному округу. Среди старших школ города — Boerne High School и Samuel V. Champion High School, а также Boerne Academy.

## Транспорт
- Автомобильное сообщение
  - Основные автомобильные дороги, пересекающие Берне:
    -  Межштатная автомагистраль I-10 проходит через западную оконечность Берне с юго-востока (со стороны Сан-Антонио) на северо-запад, в сторону Комфорта[англ.], Кервилла и далее к Эль-Пасо.
    -  Шоссе 46 штата Техас (англ. State Highway 46) подходит к Берне с востока (со стороны Нью-Браунфелса), и продолжается на запад, соединяясь с шоссе 16 штата Техас в районе Пайп-Крика[англ.].
- Воздушное сообщение
  - В городе находится частный аэропорт Boerne Stage Airport (или Boerne Stage Airfield). Регулярных пассажирских рейсов из этого аэропорта нет, в основном там проводятся тренировки пилотов и обслуживание частных самолётов[14].
  - Ближайший аэропорт с регулярным пассажирским сообщением — Международный аэропорт Сан-Антонио — находится примерно в 40 км к юго-востоку от Берне[15].

## Фотогалерея
|  |  |  |  |